# Ioan Suciu (învățător)
Ioan Suciu (n. 4 noiembrie 1867, Căcuciu - d. 29 ianuarie 1936, Căcuciu) a fost un deputat în Marea Adunare Națională de la Alba Iulia, organismul legislativ reprezentativ al „tuturor românilor din Transilvania, Banat și Țara Ungurească”, cel care a adoptat hotărârea privind Unirea Transilvaniei cu România, la 1 decembrie 1918.:p. 77

## Biografie
Ioan Suciu, născut în localitatea Căcuciu, județul Mureș, a urmat studiile la Școala Normală din Blaj și la Seminarul greco-catolic din același oraș. Devine învățător în satul natal și președinte al cercului protopopial greco-catolic din Reghin. Ocupă statutul de membru al Despărțământului Reghin al Astrei. După anul 1918 a fost membru al P.N.R. apoi al Partidului Poporului și al Partidului Național Creștin. A fost de asemenea și membru de drept în consiliul comunal Șerbeni. A decedat la data de 29 ianuarie 1936.

## Activitatea politică
A fost delegat la Marea Adunare Națională de la Alba Iulia de la 1 decembrie 1918 din partrea reuniunii învățătorilor din Arhidieceza de Făgăraș și Alba Iulia și al Despățământului Reghin al Astrei.:p.267